# 卡斯泰尔弗朗
卡斯泰尔弗朗（法語：Castelfranc，法語發音：[kastɛlfʁɑ̃]）是法国洛特省的一个市镇，属于卡奥尔区。

## 地理
卡斯泰尔弗朗（44°30'4"N, 1°13'22"E）面积5.71 平方千米，位于法国奧克西塔尼大區洛特省，该省份为法国西南部内陆省份，北起顺时针与科雷兹省、康塔爾省、阿韦龙省、塔恩-加龙省、洛特-加龍省和多尔多涅省接壤。
与卡斯泰尔弗朗接壤的市镇（或旧市镇、城区）包括：阿尔巴斯、昂格拉尔-瑞亚克、莱瑞尼、拉巴斯蒂德迪韦尔、吕泽什、普赖萨克。

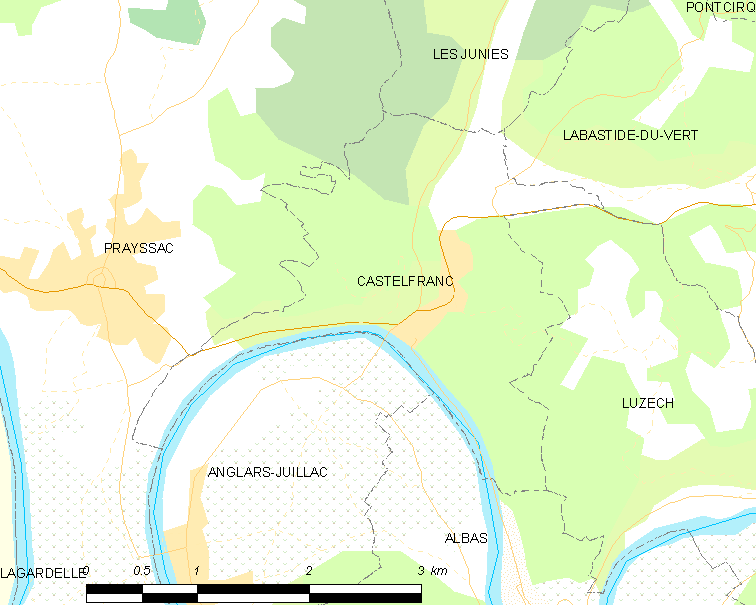
卡斯泰尔弗朗的OSM定位图

卡斯泰尔弗朗的时区为UTC+01:00、UTC+02:00（夏令时）。

## 行政
卡斯泰尔弗朗的邮政编码为46140，INSEE市镇编码为46062。

## 政治
卡斯泰尔弗朗所属的省级选区为吕泽什县。

## 人口

1962-2008年间卡斯泰尔弗朗人口变化图示

卡斯泰尔弗朗于2022年1月1日时的人口数量为425人。